# Sortfodet albatros
Sortfodet albatros (latin: Phoebastria nigripes) er en stormfugl, som findes fra Hawaii til Japan.